# Liste der Mitglieder des Abgeordnetenhauses von Berlin (3. Wahlperiode)
Diese Liste enthält alle Mitglieder des Abgeordnetenhauses von Berlin der 3. Legislaturperiode (1959–1963). Zum Senat in dieser Legislaturperiode siehe Senat Brandt II.

## Alterspräsident
- Siegmund Weltlinger (CDU), 1886–1974

## Präsidium des Abgeordnetenhauses
- Präsident: Willy Henneberg (SPD), † 17. September 1961; Otto Friedrich Bach (SPD), ab 29. September 1961
- Stellvertreter des Präsidenten: Edith Lowka (SPD) und Wolfram Müllerburg (CDU)
- Schriftführer: Ferdinand Hannemann (SPD); Franz Karl Meyer (SPD), ab Dezember 1961: Ilse Roschanski (SPD); Bruno Lücke (CDU), ab Juni 1962: Rudolf Krohn (CDU); Kurt Neumann (CDU), ab März 1959: Alfred Rojek (CDU)

## Fraktionen
- SPD:
  - Vorsitzender: Alexander Voelker
  - stellv. Vorsitzende: Werner Stein, Heinz Striek und Herbert Theis
  - Geschäftsführer: Heinz Striek
- CDU:
  - Vorsitzender: Egon Endres
  - stellv. Vorsitzende: Günter Riesebrodt und Alfons Waltzog
  - Geschäftsführer: Manfred Klein und Anton Weber

## Mitglieder
| Name                        | Lebensdaten | Partei               | Bemerkungen |
| --------------------------- | ----------- | -------------------- | --- |
| Günther Abendroth           | 1920–1993   | SPD                  | |
| Leo Adamek                  | 1914–2000   | CDU                  | |
| Sofie Marie Gräfin Adelmann | 1905–1993   | CDU                  | |
| Heinrich Albertz            | 1915–1993   | SPD                  | Mandat abgelehnt |
| Franz Amrehn                | 1912–1981   | CDU                  | Bürgermeister |
| Otto Friedrich Bach         | 1899–1981   | SPD                  | Präsident des Abgeordnetenhauses (ab 29. September 1961) |
| Hans Baltruschat            | 1921–1984   | SPD                  | |
| Fritz Barthelmann           | 1892–1962   | SPD                  | am 17. November 1961 für Rudolf Müller nachgerückt am 14. Januar 1962 verstorben, Nachrücker: Paul Richter                                                                  |
| Willy Bartsch               | 1905–1988   | SPD                  | |
| Adolf Baschista             | 1900–1974   | SPD                  | |
| Heinz Bergemann             | 1923–1967   | SPD                  | am 11. Juli 1961 ausgeschieden (→ Bezirksamt), Nachrückerin: Gertrud Werth                                                                                                  |
| Bruno Bieligk               | 1889–1969   | SPD                  | |
| Franz Binder                | 1911–1986   | CDU                  | am 18. Januar 1962 für Manfred Klein nachgerückt am 27. Februar 1962 ausgeschieden, Nachrücker: Johannes Mischke                                                            |
| Werner Bloch                | 1890–1973   | SPD                  | |
| Klaus Bodin                 | 1919–2012   | SPD                  | |
| Friedrich Borges            | 1909–1975   | SPD                  | am 26. Januar 1959 für Fritz Bühl nachgerückt |
| Willy Brandt                | 1913–1992   | SPD                  | Regierender Bürgermeister |
| Ulrich Brost                | 1921        | CDU                  | am 20. Februar 1962 ausgeschieden, Nachrücker: Günther Niemsch |
| Karl Buckow                 | 1915–1979   | CDU                  | |
| Fritz Bühl                  | 1919–1985   | SPD                  | am 21. Januar 1959 ausgeschieden (→ Bezirksamt), Nachrücker: Friedrich Borges                                                                                               |
| Wolfgang Büsch              | 1929–2012   | SPD                  | |
| Günter Dach                 | 1915–2010   | CDU                  | |
| Rudolf Daske                | 1919–1999   | CDU                  | am 27. Januar 1961 für Bernhard Müller-Schoenau nachgerückt |
| Alexander Dehms             | 1904–1979   | SPD                  | am 9. Februar 1959 für Willy Kressmann nachgerückt |
| Herbert Doeschner           | 1900–1976   | SPD                  | am 30. Januar 1959 ausgeschieden (→ Bezirksamt) |
| Martin Drescher             | 1925–2000   | SPD                  | |
| Rudolf Dümchen              | 1920–2017   | CDU                  | am 25. Februar 1959 ausgeschieden (→ Bezirksamt), Nachrücker: Siegmund Jaroch                                                                                               |
| Adolf Dünnebacke            | 1891–1978   | SPD                  | Mandat abgelehnt |
| Paul Dyllick                | 1908–1991   | CDU                  | |
| Franz Ehrke                 | 1921–2021   | SPD                  | |
| Karl Elgas                  | 1900–1985   | SPD                  | am 5. Februar 1959 für Heinz Stücklen nachgerückt |
| Günter Elsner               | 1916–1992   | CDU                  | |
| Egon Endres                 | 1902–1983   | CDU                  | |
| Kurt Exner                  | 1901–1996   | SPD                  | am 21. Januar 1959 ausgeschieden (→ Bezirksamt) |
| Irene Fleischhauer          | 1913–1998   | SPD                  | am 13. Oktober 1960 für Theodor Thiele nachgerückt |
| Paul Fleischmann            | 1889–1965   | SPD                  | |
| Fritz Giersch               | 1915–1981   | CDU                  | |
| Erich Gießner               | 1909–1995   | SPD                  | |
| Alfried Götze               | 1904–1985   | SPD                  | am 19. Februar 1959 für Erich Lück nachgerückt |
| Werner Goldberg             | 1919–2004   | CDU                  | |
| Alfons Grajek               | 1927–1992   | CDU                  | am 21. Januar 1959 ausgeschieden (→ Bezirksamt), Nachrücker: Winfried Michatz                                                                                               |
| Fritz Grantze               | 1893–1966   | CDU                  | |
| Franz Gresse                | 1895–1968   | SPD                  | |
| Willy Großmann              | 1888–1963   | SPD                  | |
| Gerhard Grützke             | 1908–1981   | SPD                  | am 26. Januar 1959 für Joachim Karnatz nachgerückt |
| Ida Grund                   | 1911–1982   | SPD                  | am 30. Oktober 1961 für Kurt Lötzsch nachgerückt |
| Rudolf Gunkel               | 1915–2013   | CDU                  | |
| Karl-Heinz Gutjahr          | 1927–1963   | SPD                  | |
| Werner Haase                | 1922–2002   | SPD                  | |
| Julius Hadrich              | 1891–1983   | SPD                  | |
| Christian Hanebuth          | 1911–1972   | SPD                  | am 31. Januar 1962 für Heinz Striek nachgerückt |
| Ferdinand Hannemann         | 1905–1987   | SPD                  | |
| Helmuth Harries             | 1902–1977   | CDU                  | |
| Willy Henneberg             | 1898–1961   | SPD                  | Präsident des Abgeordnetenhauses, verstorben am 17. September 1961 während der Plenarsitzung des Abgeordnetenhauses, Nachrücker: Hans Timme                                 |
| Wiegand Hennicke            | 1928–2000   | CDU                  | |
| Paul Hertz                  | 1888–1961   | SPD                  | am 23. Oktober 1961 verstorben, Nachrücker: Herbert Kleusberg |
| Eberhard Hesse              | 1911–1986   | SPD                  | |
| Walter Heuer                | 1896–1962   | CDU                  | am 18. Februar 1960 für Hermann Rosenstein nachgerückt am 19. Dezember 1962 verstorben, Nachrücker: Hans-Ludwig Schubert                                                    |
| Karl-Ludwig Hochstein       | 1930–1985   | CDU                  | am 26. Juni 1962 für Bruno Lücke nachgerückt |
| Rudolf Hoffbauer            | 1910–1987   | CDU                  | am 10. März 1959 für Kurt Neumann nachgerückt |
| Artur Hoffmann              | 1902–1975   | SPD Fraktionslos SPD | am 9. Dezember 1960 aus der SPD-Fraktion ausgetreten, am 2. Februar 1961 wieder in die SPD-Fraktion eingetreten, am 29. Januar 1962 erneut aus der SPD-Fraktion ausgetreten |
| Willy Hoheisel              | 1894–1982   | SPD                  | Mandat abgelehnt |
| Karl Jäger                  | 1916–1989   | SPD                  | am 20. Dezember für Joachim Lipschitz nachgerückt |
| Siegmund Jaroch             | 1926–2016   | CDU                  | am 10. März 1959 für Rudolf Dümchen nachgerückt |
| Walter Jaroschowitz         | 1924–1978   | SPD                  | am 21. Januar 1959 ausgeschieden (→ Bezirksamt), Nachrücker: Kurt Lötzsch                                                                                                   |
| Gerhard John                | 1908–1963   | CDU                  | |
| Erich Jung                  | 1908–1988   | SPD                  | |
| Joachim Karnatz             | 1921–1977   | SPD                  | am 21. Januar 1959 ausgeschieden (→ Bezirksamt), Nachrücker: Gerhard Grützke                                                                                                |
| Ella Kay                    | 1895–1988   | SPD                  | |
| Alfred Keil                 | 1904–1967   | SPD                  | am 12. Januar 1962 für Hermann Schäfer nachgerückt |
| Hans Kettner                | 1919–2011   | SPD                  | |
| Fritz Klauck                | 1923–1967   | CDU                  | |
| Günter Klein                | 1900–1963   | SPD                  | am 18. Januar 1962 ausgeschieden (→ Bundestagsabgeordneter), Nachrücker: Michael Noetzel                                                                                    |
| Manfred Klein               | 1925–1981   | CDU                  | am 18. Januar 1962 ausgeschieden, Nachrücker: Franz Binder |
| Herbert Kleusberg           | 1914–1997   | SPD                  | am 30. Oktober 1961 für Paul Hertz nachgerückt |
| Karl König                  | 1910–1979   | SPD                  | am 7. Januar 1960 ausgeschieden, Nachrücker: Walter Milschewsky |
| Georg Kotowski              | 1920–1999   | CDU                  | |
| Herbert Kowalewsky          | 1907–2003   | SPD                  | |
| Gerhard Kox                 | 1912–1982   | CDU                  | |
| Alfred Krause               | 1915–1988   | CDU                  | |
| Willy Kressmann             | 1907–1986   | SPD                  | am 9. Februar 1959 ausgeschieden (→ Bezirksamt), Nachrücker: Alexander Dehms                                                                                                |
| Rudolf Krohn                | 1917–1995   | CDU                  | |
| Erwin Krüger                | 1909–1986   | SPD                  | |
| Friedrich Krüger            | 1896–1984   | SPD                  | |
| Elfriede Kuhr               | 1891–1966   | CDU                  | |
| Rudolf Kulicke              | 1903–1967   | SPD                  | |
| Wilhelm Ladendorf           | 1898–1974   | SPD                  | am 17. Januar 1962 für Harry Liehr nachgerückt |
| Ernst Lemmer                | 1898–1970   | CDU                  | |
| Harry Liehr                 | 1927–2022   | SPD                  | am 12. Januar 1962 ausgeschieden (→ Bundestagsabgeordneter), Nachrücker: Wilhelm Ladendorf                                                                                  |
| Ernst Liesegang             | 1900–1968   | SPD                  | am 21. Januar 1959 ausgeschieden (→ Bezirksamt) |
| Georg Liljeberg             | 1905–1993   | SPD                  | |
| Günter Linke                | 1906–1984   | CDU                  | am 21. Januar 1959 ausgeschieden (→ Bezirksamt) |
| Joachim Lipschitz           | 1918–1961   | SPD                  | am 11. Dezember 1961 verstorben, Nachrücker: Karl Jäger |
| Bruno Lösche                | 1898–1963   | SPD                  | Mandatsannahme abgelehnt |
| Dora Lösche                 | 1906–1985   | SPD                  | am 1. Oktober 1959 für Herbert Ohning nachgerückt |
| Kurt Lötzsch                | 1911–1961   | SPD                  | am 5. Februar 1959 für Walter Jaroschowitz nachgerückt am 24. Oktober 1961 verstorben, Nachrückerin: Ida Grund                                                              |
| Erwin Lohrengel             | 1908–1959   | SPD                  | am 24. Oktober 1959 verstorben, Nachrücker: Willy Schlawe |
| Peter Lorenz                | 1922–1987   | CDU                  | |
| Edith Lowka                 | 1916–1989   | SPD                  | |
| Erich Lück                  | 1907–1959   | SPD                  | am 13. Februar 1959 verstorben, Nachrücker: Alfried Götze |
| Bruno Lücke                 | 1907–1962   | CDU                  | am 21. Mai 1962 verstorben, Nachrücker: Karl-Ludwig Hochstein |
| Martin Mährlein             | 1892–1973   | SPD                  | |
| Kurt Marode                 | 1909–1979   | SPD                  | |
| Otto Martin                 | 1897–1972   | SPD                  | am 26. Januar 1959 für Fritz Votava nachgerückt |
| Werner Matthies             | 1910–1991   | SPD                  | am 1. Oktober 1959 ausgeschieden, Nachrücker: Karl Podach |
| Rudolf Mendel               | 1907–1979   | CDU                  | |
| Willi Meseck                | 1894–1974   | SPD                  | Mandat abgelehnt |
| Franz Karl Meyer            | 1906–1983   | SPD                  | am 10. November 1961 ausgeschieden (→ Bezirksamt), Nachrücker: Josef Schröer                                                                                                |
| Georg Meyer                 | 1889–1968   | SPD                  | |
| Winfried Michatz            | 1922–1980   | CDU                  | am 26. Januar 1959 für Alfons Grajek nachgerückt |
| Walter Milschewsky          | 1911–1996   | SPD                  | am 7. Januar 1960 für Karl König nachgerückt |
| Eberhard von Minckwitz      | 1910–1995   | CDU                  | |
| Johannes Mischke            | 1902–1982   | CDU                  | am 5. März 1962 für Franz Binder nachgerückt |
| Gert Mollin                 | 1912–1976   | CDU                  | |
| Johannes Müller             | 1905–1992   | CDU                  | am 16. Oktober 1961 ausgeschieden (→ Bundestagsabgeordneter), Nachrücker: Willi Oesterlein                                                                                  |
| Rudolf Müller               | 1910–1961   | SPD                  | verstorben am 8. November 1961, Nachrücker: Fritz Barthelmann |
| Bernhard Müller-Schoenau    | 1925–2003   | CDU                  | am 2. Februar 1961 ausgeschieden (→ Bezirksamt), Nachrücker: Rudolf Daske                                                                                                   |
| Wolfram Müllerburg          | 1906–1980   | CDU                  | |
| Kurt Nacken                 | 1908–1964   | CDU                  | |
| Alexander Nawrocki          | 1909–1967   | CDU                  | am 21. Januar 1959 ausgeschieden (→ Bezirksamt) |
| Franz Neumann               | 1904–1974   | SPD                  | am 3. März 1960 ausgeschieden (→ Bundestagsabgeordneter), Nachrücker: Erwin Scheil                                                                                          |
| Kurt Neumann                | 1924–2001   | CDU                  | am 25. Februar 1959 ausgeschieden (→ Bezirksamt), Nachrücker: Rudolf Hoffbauer                                                                                              |
| Günther Niemsch             | 1924        | CDU                  | am 2. Januar 1963 für Ulrich Brost nachgerückt |
| Michael Noetzel             | 1925–2003   | SPD                  | am 22. Dezember 1961 für Günter Klein nachgerückt |
| Willi Oesterlein            | 1909–1992   | CDU                  | am 18. Oktober 1961 für Johannes Müller nachgerückt |
| Herbert Ohning              | 1906–1959   | SPD                  | am 8. September 1959 verstorben, Nachrückerin: Dora Lösche |
| Meta Omankowsky             | 1902–1984   | SPD                  | |
| Ingeborg Otto               | 1927–2021   | SPD                  | |
| Anni Partzsch               | 1905–1973   | SPD                  | |
| Karl Podach                 | 1901–1983   | SPD                  | am 1. Oktober 1959 für Werner Matthies nachgerückt |
| Erich Reinhardt             | 1897–1968   | SPD                  | am 26. Januar 1961 für Otto Sperling nachgerückt |
| Paul Richter                | 1903–1963   | SPD                  | am 16. Januar 1962 für Fritz Barthelmann nachgerückt |
| Günter Riesebrodt           | 1911–1989   | CDU                  | |
| Alfred Rojek                | 1897–1975   | CDU                  | |
| Maria Rommeler              | 1894–1978   | CDU                  | am 16. März 1961 für Hans Schmiljan nachgerückt |
| Renate von Roques           | 1912–1968   | CDU                  | |
| Ilse Roschanski             | 1925–2015   | SPD                  | |
| Hermann Rosenstein          | 1893–1960   | CDU                  | am 10. Februar 1960 verstorben, Nachrücker: Walter Heuer |
| Werner Rüdiger              | 1901–1966   | SPD                  | |
| Rudi Schade                 | 1914–1981   | SPD                  | am 26. Januar 1959 für Bruno Lösche nachgerückt |
| Hermann Schäfer             | 1900–1961   | SPD                  | am 19. Dezember 1961 verstorben, Nachrücker: Alfred Keil |
| Erwin Scheil                | 1908–1991   | SPD                  | am 9. März 1960 für Franz Neumann nachgerückt |
| Willy Schlawe               | 1902–1989   | SPD                  | am 5. November 1959 für Erwin Lohrengel nachgerückt |
| Gerhard Schmidt             | 1919–1984   | SPD                  | |
| Hans Schmiljan              | 1901–1961   | CDU                  | am 7. März 1961 verstorben, Nachrückerin: Maria Rommeler |
| Karl-Heinz Schmitz          | 1932–2016   | CDU                  | |
| Eleonore Schneider          | 1907–1982   | CDU                  | |
| Josef Schröer               | 1927–2018   | SPD                  | am 20. November 1961 für Franz Karl Meyer nachgerückt |
| Hans-Ludwig Schubert        | 1925        | CDU                  | am 2. Januar 1963 für Walter Heuer nachgerückt |
| Friedrich Schulze           | 1896–1976   | SPD                  | |
| Gerhard Schulze             | 1919–2006   | CDU                  | am 9. Februar 1959 ausgeschieden (→ Bezirksamt), Nachrücker: Anton Weber |
| Rolf Schwedler              | 1914–1981   | SPD                  | Senator für Bau- und Wohnungswesen |
| Edmund Sendlewski           | 1911–1978   | CDU                  | |
| Bernhard Skrodzki           | 1902–1969   | CDU                  | |
| Grete Sonnemann             | 1903–1990   | SPD                  | |
| Otto Sperling               | 1902–1985   | SPD                  | am 2. Februar 1961 ausgeschieden (→ Bezirksamt), Nachrücker: Erich Reinhardt                                                                                                |
| Werner Stein                | 1913–1993   | SPD                  | |
| Erich Steinbeck             | 1892–1960   | CDU                  | Mandat abgelehnt |
| Heinz Striek                | 1918–2011   | SPD                  | am 31. Januar 1962 ausgeschieden, Nachrücker: Christian Hanebuth |
| Heinz Stücklen              | 1921–2007   | SPD                  | am 21. Januar 1959 ausgeschieden (→ Bezirksamt), Nachrücker: Karl Elgas |
| Ernst Sünderhauf            | 1908–1974   | SPD                  | Mandat abgelehnt |
| Susanne Suhr                | 1893–1989   | SPD                  | |
| Herbert Theis               | 1906–1972   | SPD                  | |
| Otto Theuner                | 1900–1980   | SPD                  | Senator für Verkehr und Betriebe |
| Theodor Thiele              | 1906–1974   | SPD                  | am 20. Oktober 1960 ausgeschieden, Nachrückerin: Irene Fleischhauer |
| Walter Thur                 | 1918–1989   | CDU                  | |
| Hans Timme                  | 1911–1995   | SPD                  | am 25. September 1961 für Willy Henneberg nachgerückt |
| Wilhelm Urban               | 1908–1973   | SPD                  | Mandat abgelehnt |
| Max Urich                   | 1890–1968   | SPD                  | |
| Alexander Voelker           | 1913–2001   | SPD                  | Fraktionsvorsitzender |
| Ernst Voges                 | 1892–1966   | SPD                  | |
| Otto Vortisch               | 1897–1971   | SPD                  | |
| Fritz Votava                | 1906–1989   | SPD                  | am 21. Januar 1959 ausgeschieden (→ Bezirksamt), Nachrücker: Otto Martin |
| Emma Wahler                 | 1906–1993   | CDU                  | |
| Erwin Walter                | 1912–1998   | CDU                  | |
| Alfons Waltzog              | 1910–1981   | CDU                  | |
| Anton Weber                 | 1890–1969   | CDU                  | am 13. Februar 1959 für Gerhard Schulze nachgerückt |
| Erwin Weide                 | 1904–1997   | CDU                  | |
| Siegmund Weltlinger         | 1886–1974   | CDU                  | |
| Gertrud Werth               | 1898–1990   | SPD                  | am 25. Juli 1961 für Heinz Bergemann nachgerückt |
| Werner Wolf                 | 1929–2005   | SPD                  | am 5. Februar 1959 für Ernst Sünderhauf nachgerückt |
| Ida Wolff                   | 1893–1966   | SPD                  | |
| Wilhelm Wosenitz            | 1903–1964   | CDU                  | |
| Edmund Wronski              | 1922–2020   | CDU                  | |
| Heinz Zellermayer           | 1915–2011   | CDU                  | |